# 红十月农村居民点 (中阿赫图巴区)
红十月农村居民点（俄语：Краснооктябрьское сельское поселение）是俄罗斯联邦伏尔加格勒州中阿赫图巴区所属的一个农村居民点。其下辖有4个居民点，行政中心为红十月镇。据2016年统计，该农村居民点的人口为1540人。